# Elecciones estatales de Campeche de 1992
Las elecciones estatales de Campeche de 1992 se realizaron el domingo 5 de julio de 1992 y en ellas se renovaron los treinta escaños del Congreso del Estado de Campeche, de los cuales veintiuno fueron electos por mayoría relativa y nueve fueron designados mediante representación proporcional para integrar la LIV Legislatura del Congreso del Estado de Campeche. La legislatura electa ejerció durante dos años, con la intención de unificar la elección de diputados locales con la elección de ayuntamientos en 1994.

## Resultados
|  | 79.67 % |

|  | 5.96 % |

|  | 4.29 % |

|  | 3.60 % |

|  | 2.73 % |

|  | 0.85 % |

|  | 2.87 % |

|  | 100 % |